# Kastellaun (Verbandsgemeinde)
Kastellaun est une Verbandsgemeinde (collectivité territoriale) de l'arrondissement de Rhin-Hunsrück dans la Rhénanie-Palatinat en Allemagne. Le siège de cette Verbandsgemeinde est dans la ville de Kastellaun.
La Verbandsgemeinde de Kastellaun consiste en cette liste d'Ortsgemeinden (municipalités locales):

Localisation du Verbandsgemeinde de Kastellaun dans l'arrondissement de Rhin-Hunsrück

| 1. Alterkülz 2. Bell 3. Beltheim 4. Braunshorn 5. Buch 6. Dommershausen 7. Gödenroth 8. Hasselbach | 1. Hollnich 2. Kastellaun 3. Korweiler 4. Mastershausen 5. Michelbach 6. Roth 7. Spesenroth 8. Uhler |